# Silvia Zenari
Silvia Zenari (31 de marzo de 1895 - 30 de junio de 1956) fue una botánica, geóloga, profesora, taxónoma, conservadora y exploradora italiana.

## Biografía
Estudió historia natural en la Universidad de Padua, graduándose con una licenciatura en 1918.
Mientras trabajaba en el Instituto de Geologia, Zenari estudió dolomitas en Belluno, Cadore, y Comelico, entre 1930 y 1950, enfocándose finalmente en la botánica, así como en la geología.
Fue la primera investigadora, en completar un estudio sobre la ecología vegetal en alturas elevadas, sobre todo en el rango Sesto Dolomitas. Más tarde se trasladó al estudio de la Cordillera Schiara, incluyendo Monte Serva. Su investigación incluyó un análisis estadístico de las plantas en diferentes elevaciones, lo que explicaba la distribución de varias especies. En 1942 publicó una monografía titulada  Contributo alla conoscenza della flora del Comelico (Alto Cadore): Nota di critica sistematica , que describe diversos grupos de organismos en la región Comelico. El trabajo de Zenari sobre la vegetación en los Dolomitas fue su última investigación significativa fitosociológica realizada en las dolomitas durante treinta años. Zenari más tarde se convirtió en profesora de Botánica Sistemática en la Universidad de Padua.

### Fallecimiento
El 30 de junio de 1956, con solo 61 años, perdió trágicamente la vida en un siniestro automovilístico, mientras acompañaba a sus progenitores en Pordenone, Conegliano. En su cátedra en la universidad de Padua fue sustituida por el profesor Sandro Pignatti.

## Algunas publicaciones
- Silvia Zenari. 1921. Forme ereditarie e variabilita nei cicli di "Sonchus oleraceus" L. em. e di "Sanchus asper" Hill. G. Bardi.

- ----------------. 1922. Illustrazione dell'erbario composto da G. B. Brocchi in Egitto e Nubia: (1822-1826) : appendice: viaggio in Siria (1823-24) Leonardo da Vinci.

- ----------------. 1925. La flora della valle Cellina: aggiunte e correzioni. Tip. Valbonesi.

- ----------------. 1926. Studio geo-idrologico del bacino del Cellina, Società cooperativa tipografica.

- ----------------. '1922. Silvia Zenari, L'hemerocallis flava L. in Italia, Tip. Valbonesi, 1926.

- ----------------. '1922. Silvia Zenari, Sopra alcune forme italiane del genere Gladiolus, Societa'botanica italiana, 1928.

- ----------------. '1922. Silvia Zenari, La zona delle risorgive nel Friuli occidentale ed i suoi caratteri floristici, Societa' cooperativa tipografica, 1928.

- ----------------. '1929. Foglio "Maniago", Società Cooperativa Tipografica.

- ----------------. '1929. Il carattere semi duri in rapporto con la discendenza e l'ambiente, Tip. Leonardo Da Vinci.

- ----------------. '1930. Le stazioni rupestri d'alta montagna nella zona delle Dolomiti, Società anonima editrice Leonardo da Vinci, 1930.

- ----------------. 1934. Ricerche sulla distribuzione altimetrica della vegetazione in Italia. 1. Associazioni e limiti di vegetazione nel gruppo M. Schiara-M. Pelf (Belluno). Societa' botanica italiana.

- ----------------. 1941. La vegetazione del Comelico (Alto Cadore): Ricerche sulla distribuzione altimetrica, Società Botanica Italiana.

- ----------------. 1942. Contributo alla conoscenza della flora del Comelico (alto Cadore): note di critica sistematica : 1. contributo, Stab. Tip. L. Penada.

- ----------------. 1951. Piante critiche delle Alpi Venette.

- ----------------. 1951. Elementi di fitogeografia, Editoria liviana.

- ----------------. 1957. Flora escursionistica: chiave botanica analitica per la determinazione delle principali specie vegetali dell'alta Italia. In Commissione Esclusiva Presso: R. Zannoni.

## Reconocimientos

### Eponimia
- 1966: existe en Pordenone la Società Naturalisti Silvia Zenari.[5]
- 14 de noviembre de 2007: la honra el Museo: Museo Cívico de Historia natural de Pordenone fundado en 1970 con sede en el Palacio Amalteo.[6]
- La abreviatura «Zenari» se emplea para indicar a Silvia Zenari como autoridad en la descripción y clasificación científica de los vegetales.[7]